# Pleroma apparicioi
Pleroma apparicioi é uma espécie de planta do gênero Pleroma e da família Melastomataceae. 

## Taxonomia
A espécie foi descrita em 2019 por Paulo José Fernandes Guimarães e Fabián A. Michelangeli. 
O seguinte sinônimo já foi catalogado:  
- Tibouchina apparicioi  Brade

## Forma de vida
É uma espécie terrícola e arbustiva. 

## Descrição
Essa espécie forma arbusto ou arvoreta com 3-5 m; ramos quadrangulares, estrigoso-seríceos. Ela tem folhas opostas, pecíolo 0,5-1 cm; lâmina 2,5-4,4 x 1 -1,4 cm, lanceolada, ápice agudo, base aguda ou menos comum obtusa, face adaxial estrigosa, tricomas de base larga, face abaxial serícea, foveolada, nervuras 5, para externo confluindo acima da base. 
Ela tem inflorescência dicásio ou mônade; Flor pentâmera; bractéola com cerca de 1,2 centímetros de comprimento, involucral; pedicelo com cerca de 1 mm; hipanto com cerca de 5 x 4 mm, estrigoso; lacínia com cerca de 3 milímetros de comprimento, triangular, estrigosa; pétalas lilases; estames com filetes com tricomas glandulares, conectivo prolongado abaixo das tecas com tricomas glandulares, anteras com ápice subulado; estilete com tricomas esparsos.  
| Folha                       | Folha     |
| --------------------------- | --------- |
| nervura                     | 5         |
| pecíolo                     | peciolada |
| Flor                        |           |
| bráctea                     | 2         |
| estame filete               | piloso    |
| estame pilosidade conectivo | glandular |

## Conservação
A espécie faz parte da Lista Vermelha das espécies ameaçadas do estado do Espírito Santo, no sudeste do Brasil. A lista foi publicada em 13 de junho de 2005 por intermédio do decreto estadual nº 1.499-R. 

## Distribuição
A espécie é encontrada no estado brasileiro de Espírito Santo. 
A espécie é encontrada no domínio fitogeográfico de Mata Atlântica, em regiões com vegetação de floresta ombrófila pluvial.